# Vine Linux

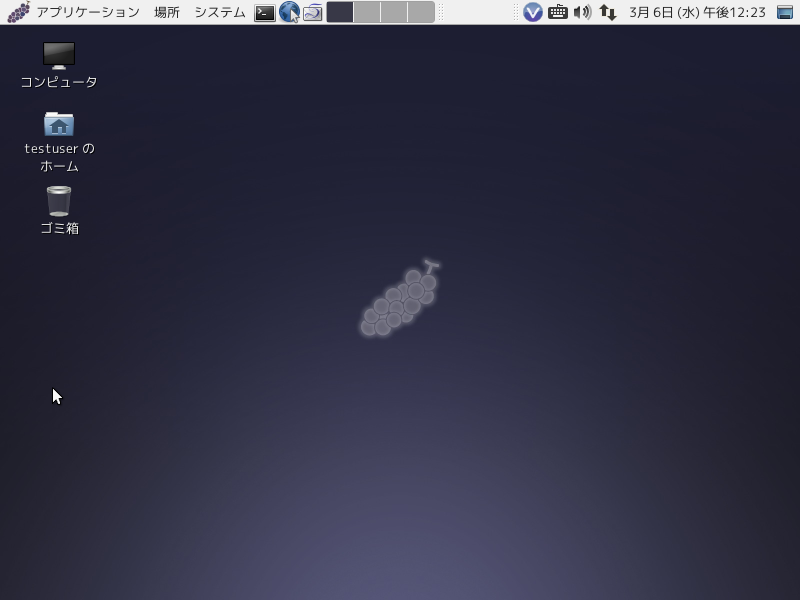
Vine Linux 6.1

Vine Linux to japońska dystrybucja linuksa oparta na Red Hatcie